# فرودگاه بین‌المللی ترا اوت (ایندیانا)
فرودگاه بین‌المللی ترا اوت، ایندیانا (به انگلیسی: Terre Haute International Airport) یک فرودگاه همگانی با کد یاتا HUF است که یک باند فرود آسفالت دارد و طول باند آن ۲۷۴۹ متر است. این فرودگاه در شهر ترا اوت، ایندیانا کشور ايالات متحده آمريكا قرار دارد و در ارتفاع ۱۸۰ متری از سطح دریا واقع شده است.